# Zuzanna Saporznikow
Zuzanna Saporznikow (ur. 1996) – polska aktorka, aktorka teatralna i dubbingowa.

## Życiorys
Zuzanna Saporznikow ukończyła studia na Wydziale Aktorskim Akademii Teatralnej im. Aleksandra Zelwerowicza w Warszawie (2020).
Od 2019 występuje w zespole Teatru Narodowego. Grała m.in. „Lunaparku” (od 2018), jako Maria w Woyzecku (2020), Ewa w Sonata jesienna (2020) i Irma w Pikniku pod wiszącą skałą (2021). Współpracowała także z Polską Operą Królewską w Warszawie oraz Teatrem Polskim w Poznaniu.
Wyróżniona została główną nagrodą konkursu dla aktorek i aktorów na interpretację monologów Szekspirowskich im. Heleny Modrzejewskiej Modjeska calling w Teatrze Polskim w Poznaniu (2016); Nagrodą Specjalną im. Romana Brandstaettera na 16. Festiwalu Sztuki Słowa Verba Sacra w Poznaniu (2016). Jest finalistką 20. Ogólnopolskiego Konkursu Wokalnego „Pamiętajmy o Osieckiej” (2020). Otrzymała Specjalną Nagrodę Aktorską dla aktorki na początku drogi artystycznej za rolę Ewy w Sonacie jesiennej Bergmana w reżyserii Grzegorza Wiśniewskiego w Teatrze Narodowym na 61. Kaliskich Spotkań Teatralnych – Festiwalu Sztuki Aktorskiej (2021).
Jako aktorka dubbingowa podkłada głos między innymi w Paradise PD (jako Gina Jabowski) czy WandaVision (jako Monica Rembeau).

## Filmografia
- 2024: Forst – dziennikarka Olga Szrebska
- 2023: Pierwsza lepsza, czyli nauka zbawienia – panna Marta / Julia
- 2023: Radość życia
- 2020: Na dobre i na złe – Mariola (odc. 791)
- 2019: M jak miłość – znajoma Roberta (odc. 1439, 1440)
- 2018: W rytmie serca – Agnieszka, uczennica Liceum Ogólnokształcącego w Kazimierzu Dolnym, uczestniczka „challengu” (odc. 25)

Źródło: Filmpolski.pl.

## Dubbing
- 2019: High School Musical: Serial – Gina Porter[10]
- 2021: WandaVision – Monica Rembeau[9]